# Steinbach (Herrieden)
Steinbach ([ˈʃtaɪ̯nˌbax] ) ist ein Gemeindeteil der Stadt Herrieden im Landkreis Ansbach (Mittelfranken, Bayern). Steinbach liegt in der Gemarkung Neunstetten.

## Geographie
Das Dorf liegt am Steinbach, der 0,5 km nordwestlich als linker Zufluss in den Käferbach mündet, der wiederum ein linker Zufluss der Altmühl ist. Im Osten grenzt das Buckfeld an, im Westen die Schmalwiesen und im Süden das Steinbacher Holz. Gemeindeverbindungsstraßen führen zur Käfermühle (0,5 km nördlich), nach Neunstetten zur Staatsstraße 2249 (1,8 km östlich) und über Esbach zur Staatsstraße 2248 (1,5 km östlich).

## Geschichte
Im Jahre 1732 gab es im Ort vier Haushalte, die alle das eichstättische Kollegiatstift Herrieden als Grund- und Gemeindeherrn hatten. Die Fraisch übte das brandenburg-ansbachische Oberamt Ansbach aus. Gegen Ende des 18. Jahrhunderts gab es fünf Haushalte, die alle dem fürstlichen Steueramt des Kollegiatstifts Herrieden untertan waren. Von 1797 bis 1808 unterstand der Ort dem Justiz- und Kammeramt Ansbach.
Im Rahmen des Gemeindeedikts wurde im Jahr 1808 das Steuerdistrikt Neunstetten gebildet, zu dem auch Steinbach gehörte. Der Ort gehörte auch zu der wenig später gegründeten Ruralgemeinde Neunstetten. Im Zuge der Gebietsreform in Bayern wurde Steinbach am 1. Januar 1972 nach Herrieden eingemeindet.

### Ehemalige Baudenkmäler
- Haus Nr. 17: Altsitz, Wohnstallgebäude um 1800 errichtet. Erdgeschossiges Fachwerk von 4 zu 3 Achsen. Zwei Giebelgeschosse, Satteldach. Unbwohnt.[8]
- Haus Nr. 25: Altsitz. Ähnlich vorigem, nur 3 zu 3 Achsen. Unbewohnt.[8]

### Einwohnerentwicklung
| Jahr      | 001818 | 001840 | 001861 | 001871 | 001885 | 001900 | 001925 | 001950 | 001961 | 001970 | 001987 |
| Einwohner | 21     | 24     | 30     | 27     | 29     | 36     | 35     | 45     | 36     | 40     | 37     |
| Häuser    | 6      | 6      |        |        | 7      | 6      | 6      | 6      | 7      |        | 11     |
| Quelle    | [ 10 ] | [ 11 ] | [ 12 ] | [ 13 ] | [ 14 ] | [ 15 ] | [ 16 ] | [ 17 ] | [ 18 ] | [ 19 ] | [ 1 ]  |

## Religion
Der Ort ist römisch-katholisch geprägt und bis heute nach St. Vitus (Neunstetten) gepfarrt. Die Einwohner evangelisch-lutherischer Konfession sind nach St. Laurentius (Elpersdorf bei Ansbach) gepfarrt.